# برتراند روينه
برتراند روينه (بالفرنسية: Bertrand Roiné) مواليد 17 فبراير 1981 في فرنسا، هو لاعب كرة يد قطري فرنسي يلعب كظهير أيسر. يلعب حاليا مع النادي الأهلي. مثل كل من منتخب فرنسا ومنتخب قطر لكرة اليد. شارك في دورة الألعاب الأولمبية الصيفية سنة 2016. حقق المركز الأول في بطولة العالم لكرة اليد للرجال 2011 مع المنتخب الفرنسي والمركز الثاني في بطولة العالم 2015 مع المنتخب القطري.

## معرض صور

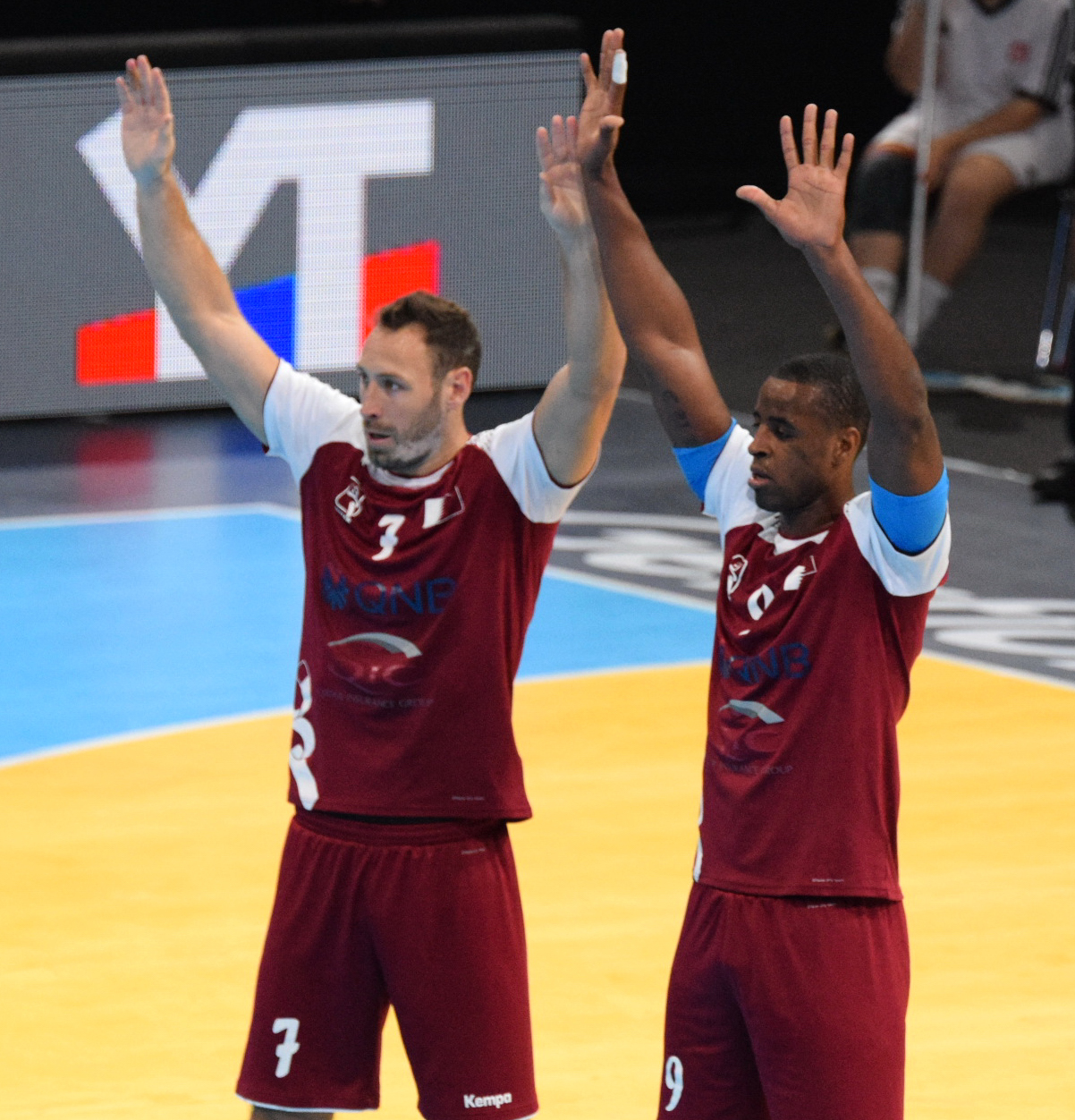
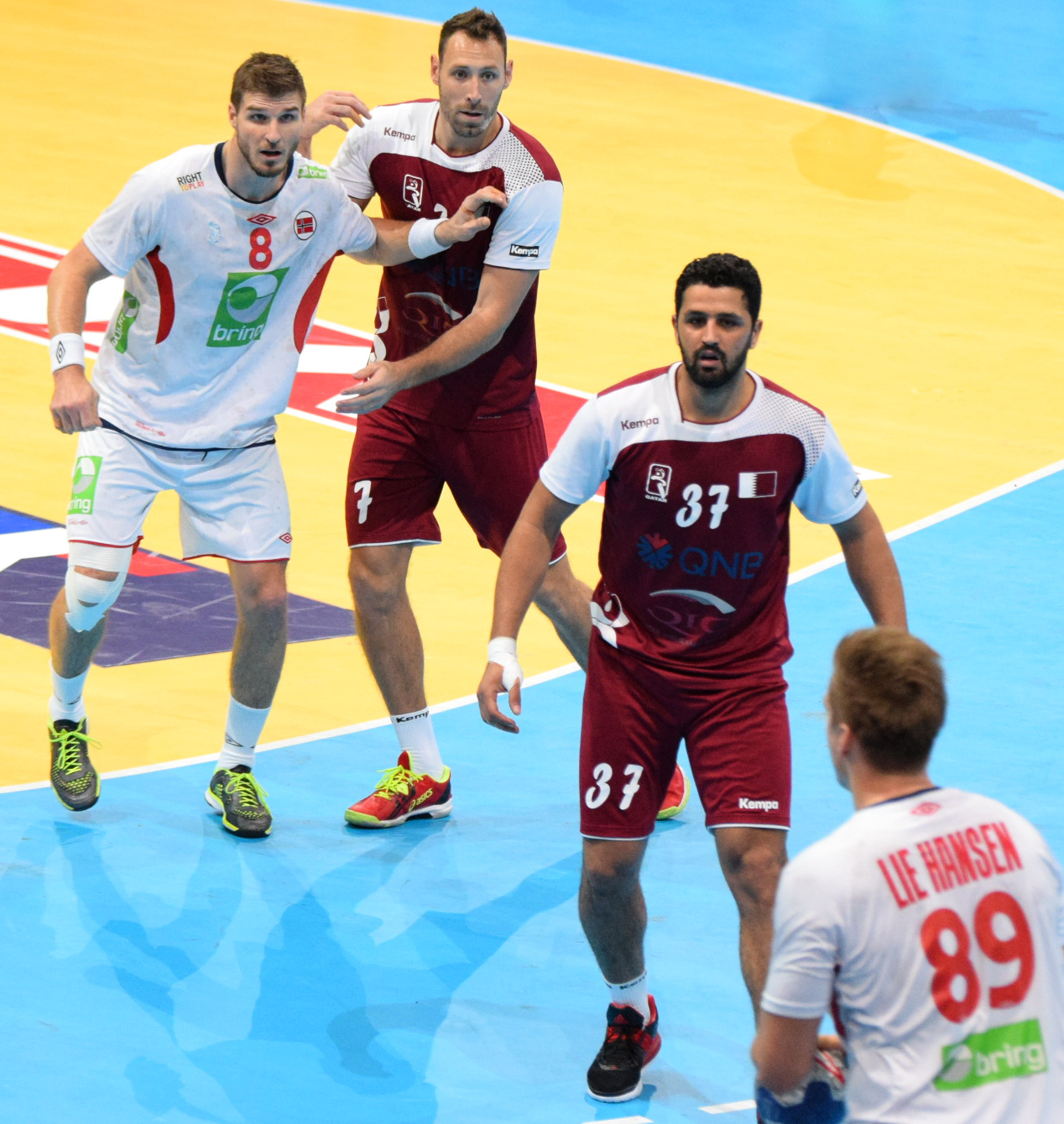
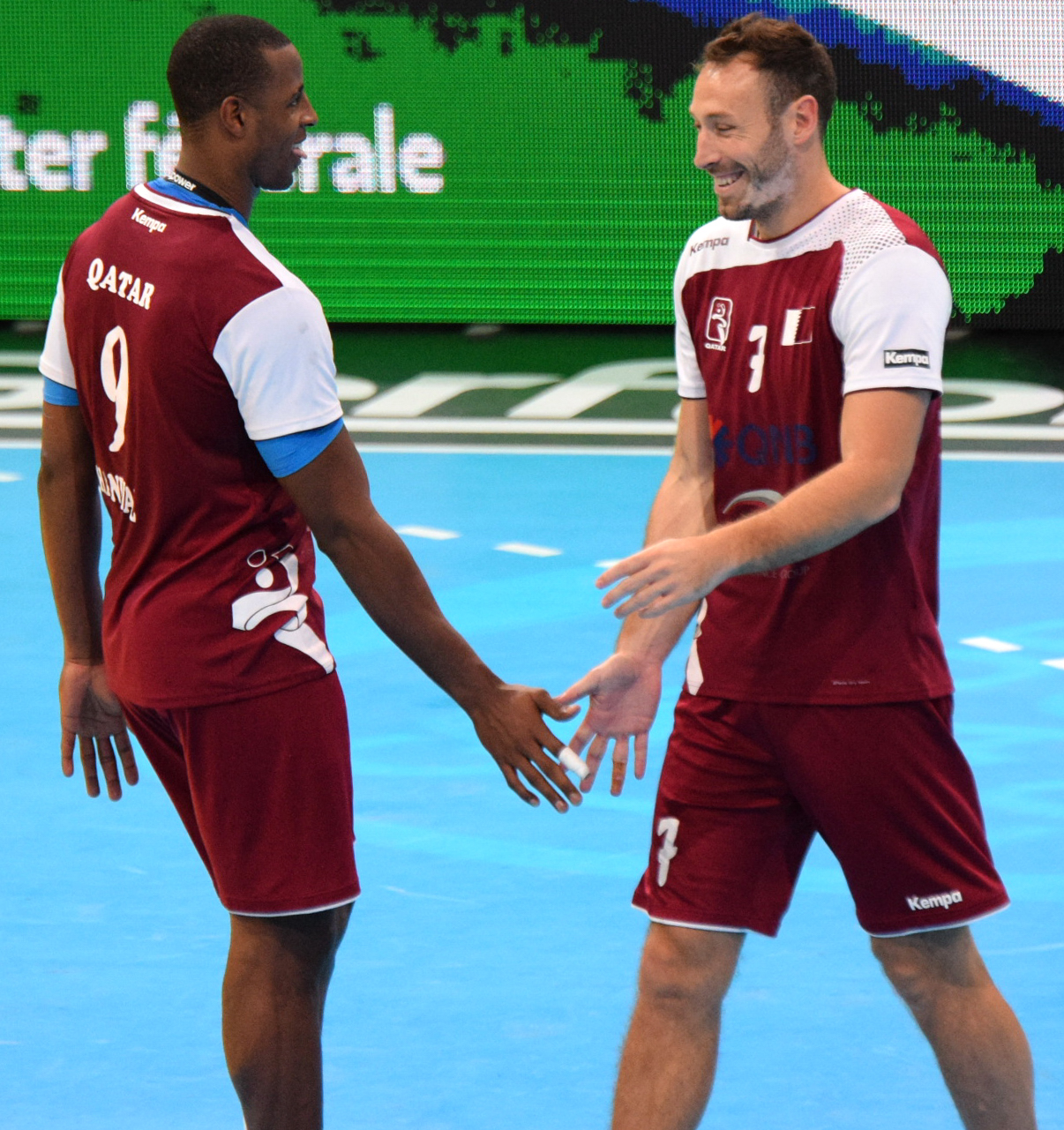
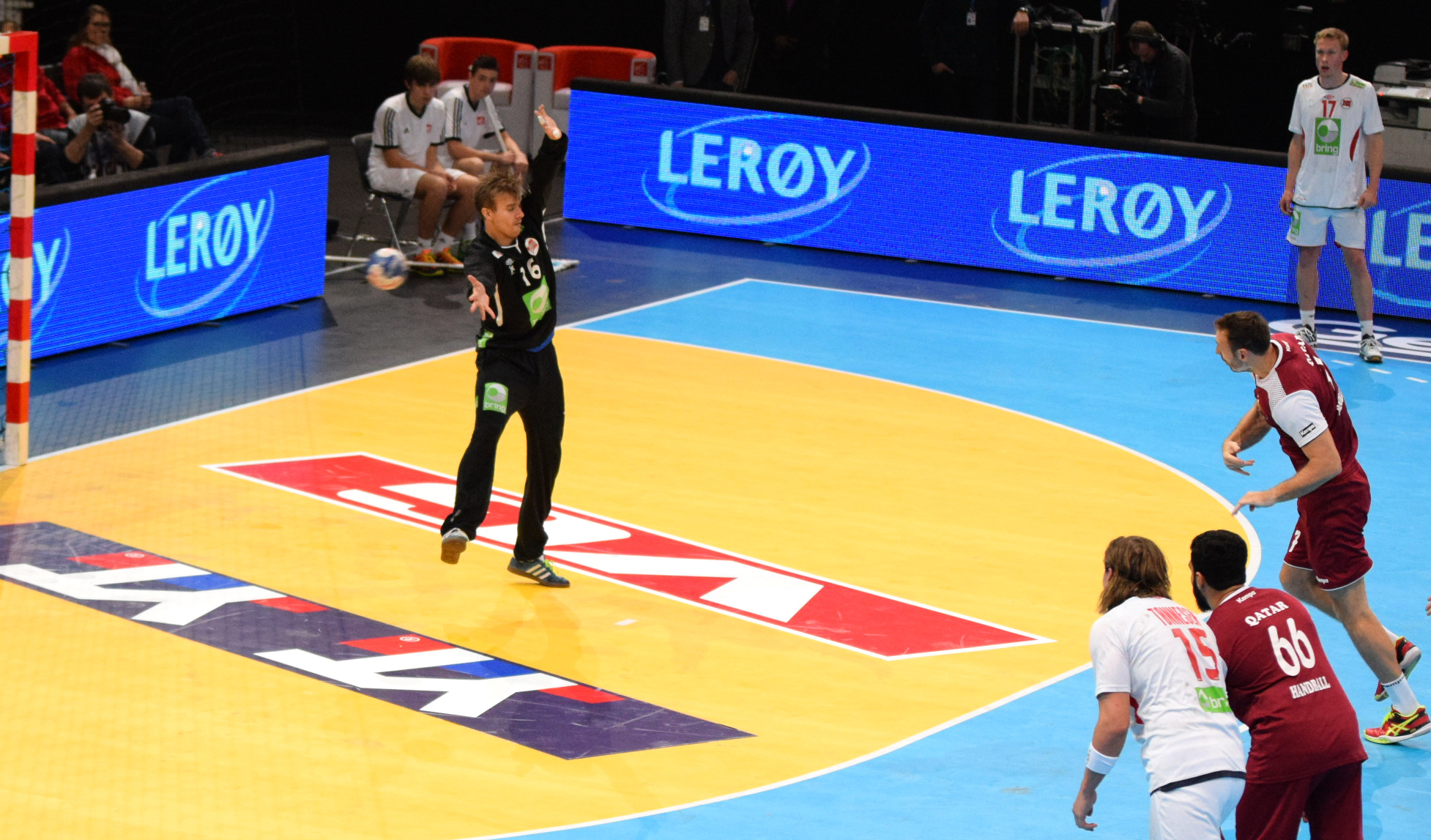
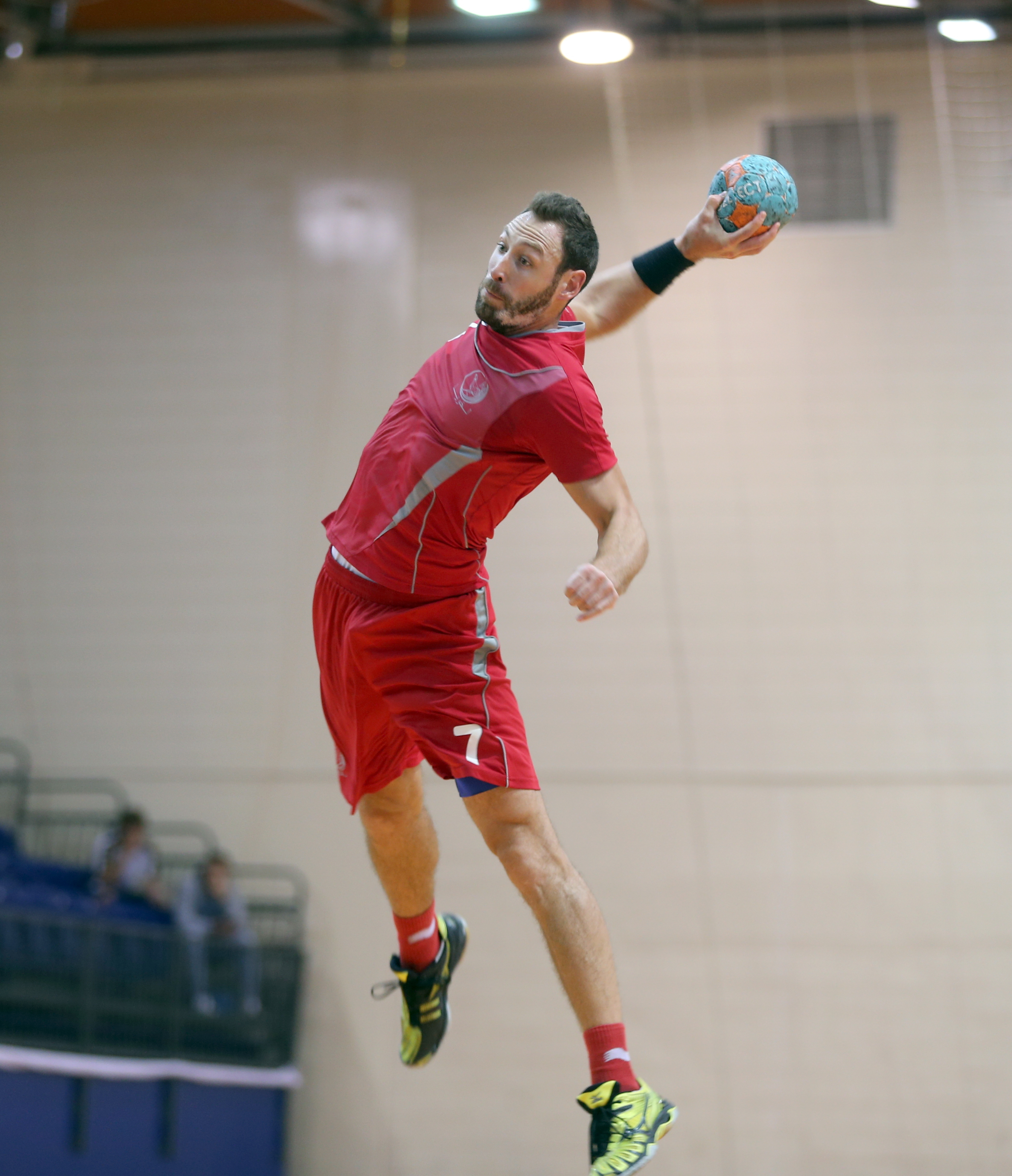

## سجل المنافسة
شارك في البطولات التالية:
- بطولة العالم لكرة اليد للرجال 2015
- الألعاب الأولمبية الصيفية 2016

## الميداليات
| الميدالية | المسابقة                           |
| --------- | ---------------------------------- |
| ذهبية     | بطولة العالم لكرة اليد للرجال 2011 |
| فضية      | بطولة العالم لكرة اليد للرجال 2015 |
| ذهبية     | بطولة آسيوية لكرة اليد للرجال 2014 |

## روابط خارجية
- برتراند روينه على موقع الاتحاد الأوروبي لكرة اليد (الإنجليزية)
- برتراند روينه على موقع الاتحاد الفرنسي لكرة اليد (الفرنسية)
- برتراند روينه على موقع أوليمبيديا (الإنجليزية)